# Joe Spence
Joseph Spence – detto Joe – (Throckley, 15 dicembre 1898 – 31 dicembre 1966) è stato un calciatore inglese, di ruolo attaccante.